# 21672 Laichunju
21672 Laichunju è un asteroide della fascia principale. Scoperto nel 1999, presenta un'orbita caratterizzata da un semiasse maggiore pari a 2,5551000 UA e da un'eccentricità di 0,1915564, inclinata di 8,08982° rispetto all'eclittica.